# 緩和医療
緩和医療（かんわいりょう、palliative medicine）または緩和ケア （palliative care） とは、生命を脅かす疾患による問題に直面している患者およびその家族のQOL（Quality of life, 生活・人生の質）を改善するアプローチである。完全な治癒の望めない末期がん患者などに対して行われ、延命治療よりも身体的・精神的苦痛を取り除くことに重点をおいている。
苦しみを予防したり和らげたりすることでなされるものであり、そのために痛みその他の身体的問題、心理社会的問題、スピリチュアルな問題を早期に発見し、的確なアセスメントと治療を行うという方法がとられる（WHOの定義文2002より）。
一部で緩和ケアは終末期に限って行われるものという誤解があるが、疾患に伴う心と体の各種苦痛を和らげるために、診断された時期から、疾患の治療と並行して行われるものであり、「終末期の医療・ケア」とイコールではない。早期に緩和ケアが行われることで、苦痛や不安の軽減、QOLの向上、治療意欲の改善、さらには生命予後の改善を認めたという報告があり、緩和ケアについての正しい理解の普及が求められている。

## 定義
世界保健機関（WHO）は2002年に次のように定めた。
また上記の定義文に続いて次のようなことも記述されている。
すなわち緩和医療とは、生命を脅かす疾患の患者やその家族にたいして、現在の治療の目的を認識し、予後の見通しをたて、患者が現在何に困っているかの見極めをおこない、その苦痛を緩和することにより、患者や家族の現在のQOLを最大限まで高めることを目標とする医療行為といえる 。

## 緩和医療の実際
かつては医療の現場では、医療としての意識・治療行為が少なかった（欠如していた）が、現在では次第に、ターミナルケアに限らず、診断の初期から重視すべきであるとされる（がん対策基本法）。
緩和医療は、診断の時にはじまり、根治治療、保存的治療、症状緩和治療へと治療目的が推移するごとに、段階をへてゆくに従って緩和ケアの役割を意識的に大きくしてゆくことが推奨されている。適切なケアを行うために、緩和ケアでは患者の治療の目的が何かを正しく把握する要請が高い。
具体的な処置としては、
- 告知時の精神的ケアや予後の説明のタイミングの見極め
- 治療方針の選択や治療の場の選択への情報の提供、患者の意思決定の支援
- 疼痛マネジメント（痛みの性質や程度を把握する）に始まる疼痛管理
- 保清ケアや褥瘡予防
- 胸水や腹水のコントロール
- 経口栄養摂取困難時の栄養管理
- 蘇生措置拒否（DNR : Do Not Resuscitate, 終末期医療に於いて心肺停止状態になった時蘇生措置を行わないこと[4] ）をするか否かの確認などの臨死期の措置
- 臨死期、死後の家族の悲嘆への配慮

があげられる。
このように、患者や家族が持つ苦痛を緩和することで、患者のQOLを最大限高めることを目指す。

## 歴史
シシリー・ソンダースによって提唱された。
現在、ターミナルケアを行う施設をホスピスと言うが、ホスピスとは元来中世ヨーロッパで旅の巡礼者を宿泊させる修道院や小さな教会を指していた。こうした修道院は、戦時中には、傷ついた人々にとっての安息の診療所として機能し、原則的に、そこではいかなる宗派・信条をも問われなかったという。たとえば、「がんの聖人」として知られる聖ペレグリンが属した修道会では、修道院に隣接するハーブ園の薬草から軟膏を製造し、戦傷者の傷口に塗布したという事実が伝わっている。
20世紀では、ターミナルケアとして主に末期がん患者などに対して行われる、主に治癒や延命ではなく痛みなど疼痛をはじめとした身体的、精神的な苦痛の除去を目的とした医療を意味する場合が多かった。しかし、近年の緩和医療の発達を受け、がん診断初期から積極的治療として並行して行うべきであるとされ、さらにはがん以外の疾患への拡大が行われるようになった。
WHO（世界保健機構）は1990年に次のように定めた。

## 緩和医療における疼痛管理
緩和医療における疼痛管理について述べる。痛みとは急性痛と慢性痛に分かれる。急性痛の場合は痛み自体が警告反応であり、また痛みが経過を示すパラメータの一つになるため、診断が確定するまではできるかぎり除痛を行わないことが望ましいと言われていた。しかし近年は画像診断の発達とともに、診断や治療の妨げとなる疼痛を除去することを優先すべきとの考えも広まってきている。また、慢性痛の場合は診断的価値もなく、慢性痛自体が、患者の様々な障害となりうる。そのためペインコントロールが重要となる。
　

### WHO式疼痛管理
- 昼夜にわたる除痛
- 原則的に経口投与、もしくはチューブレスで行う

なるべく簡便な経路で投与するのが望ましい。経口投与が最もよいができない場合は、直腸内投与、または注射で行う。
- 時刻を決める

疼痛効果が切れる1時間前に次回分を投与し、決して頓用指示をしない。
- 段階を踏む

鎮痛薬の選択としては、まずは非オピオイド系鎮痛薬であるアスピリンやアセトアミノフェンを用いる。適切に増量しても十分な効果があげられない場合は、弱オピオイド系鎮痛薬、リン酸コデインを追加処方する。それでも効果不十分のときは強オピオイド系鎮痛薬、モルヒネに切り替える。それでも効果が上がらなければ薬以外の方法を考える。神経ブロックなどが考えられる。
- 個々にあわせる

疼痛に必要な適切量は患者によって異なるので、少量で投与開始し、効果に応じて漸次増量し痛みの消失に必要な量に到達するようにする。またモルヒネの使用は予測される生存期間ではなく、疼痛の強さで決める。
- 副作用対策は前もってたてる

モルヒネの副作用として便秘がある。この便秘も終末期患者では痛みを起こす。こういったことは予測できるので、予め下剤などを使用する。効果の見通しと予想される副作用に関しては予め説明しておく。

### 癌性疼痛でよく用いる鎮痛薬
- 非オピオイド鎮痛薬

非ステロイド性抗炎症薬（NSAID・NSAIDs）としてロキソプロフェン（ロキソニン）、ジクロフェナク（ボルタレン）、アセチルサリチル酸（アスピリン）やアセトアミノフェンを用いる。
- 弱オピオイド鎮痛薬

リン酸コデイン内服や、ブプレノルフィン（レペタン）座薬を用いる。
- 強オピオイド鎮痛薬

モルヒネ製剤としてMSコンチン、カディアン内服、アンペック坐剤、塩酸モルヒネ錠、オプソ内服液など
オキシコドン製剤としてオキシコンチン錠、オキノーム散
フェンタニル製剤として、デュロテップパッチ（貼付薬）、フェンタネスト（注射剤）
その他、補助療法として、抗てんかん薬（カルバマゼピン）、精神科の薬、副腎皮質ステロイド（ステロイド系抗炎症薬）なども用いる。

## スピリチュアルケア
世界保健機関（WHO）は「がんの痛みからの解放とパリアティブ・ケア-がん患者の生命へのよき支援のために-」という提案書において次のように述べた。
これによって、身体的苦痛、精神的苦痛、社会的苦痛の緩和に加えて、患者が抱えるスピリチュアルペイン（霊的側面、実]的側面、人生の意味にかかわる苦痛）にも配慮すべきであること、スピリチュアルケアが必要であることを示唆しているのである。
同様に、国連もまた「宗教及び信仰におけるすべての差別と不寛容の撤廃宣言」において、パリアティブ・ケアにかかわるすべてのプログラムは、スピリチュアルな、あるいは宗教的な多様性を人の根源的な価値観として尊重すべきである、という見解を示している。

## 緩和ケアの実態

### 日本
国立がん研究センターが2017年に、がんや心疾患などで亡くなった患者の遺族5万人を対象とした亡くなる前に受けた治療に対する調査で、亡くなる直前1ヶ月間に体の痛みや辛さを感じた患者は全体の40％で、がん患者の割合が最も高かった。最も多い理由には、「医師が対応してくれたが不十分であった」で、緩和ケアが十分に行われていない実態が明らかになった。また、患者と医師の間で終末期の療養などについて話し合いがあったのは20％に過ぎなかった。国立がん研究センターは、これらの問題については改善の余地があるとした。

## 緩和ケアを扱った作品
テレビドラマ
- 風のガーデン

漫画
- ブラックジャックによろしく 第四外科編
- お別れホスピタル

ADV
- ナルキッソス (ゲーム)